# 都道府縣徽

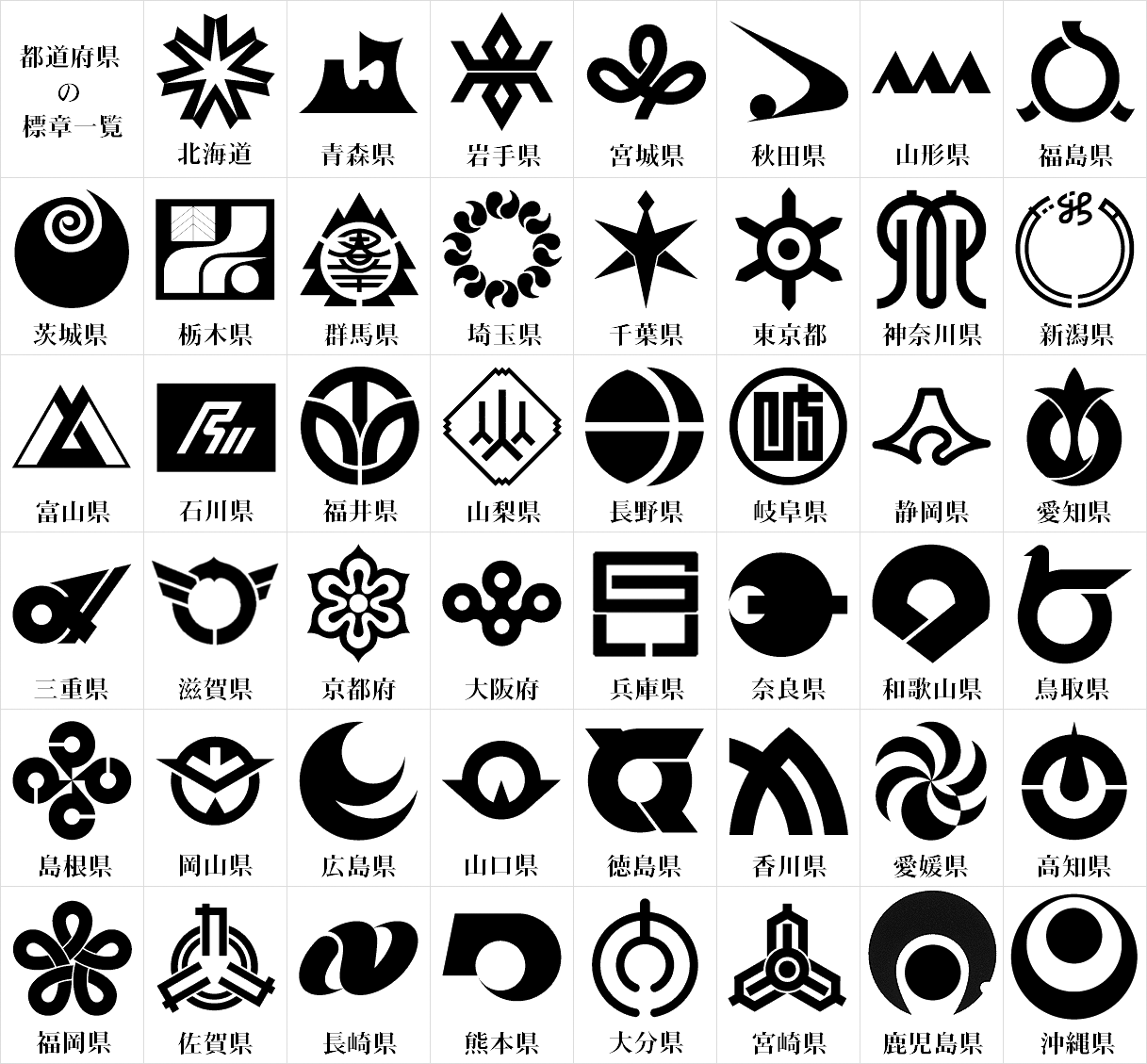
日本都道府縣徽（其中石川縣以縣旗表示）

都道府縣徽（日语：〔〕／ Todōfukenshō）是日本各都道府縣的象徵性徽章。作為當地的象徵之一，都道府縣徽的設計會反映當地的風土、人文、歷史等特征，包括地名、地圖輪廓、地區特產等。
目前，除石川縣以外，其他46個都道府縣均已制定其徽章。其中有39個都道府縣的縣徽也是縣旗的主要圖案。有2個縣的縣徽和縣旗主要圖案部分相同，分別是群馬縣和山梨縣。有5個縣的縣徽和縣旗主要圖案完全不同，分別是兵庫縣、愛媛縣、佐賀縣、大分縣和宮崎縣。石川縣則以縣旗的主要圖案充當縣徽使用。山形縣也曾以縣旗的主要圖案充當縣徽使用，直至1976年8月21日將該圖案以地方條例形式正式確定為縣徽。
現行的都道府縣徽中，啟用最早的是千葉縣徽，啟用於1909年12月28日，啟用最晚的是茨城縣徽，啟用於1991年11月13日。如果考慮歷史上的都道府縣徽，則啟用最早的是東京都徽（及其前身東京市徽），啟用於1889年12月。有8個縣（都）於太平洋戰爭結束前制定了縣（都）徽，分別是東京都、千葉縣、大分縣、宮崎縣、兵庫縣、群馬縣、岐阜縣、佐賀縣，其縣（都）徽的正式名稱為“徽章”（日语：／ Kishō）或“紋章”（日语：／ Monshō）。
除了都道府縣徽之外，有11個縣（都）制定了其他的象徵標誌，分別是福島縣、埼玉縣、千葉縣、東京都、新潟縣、山梨縣、岐阜縣、滋賀縣、島根縣、佐賀縣、鹿兒島縣。有4個縣在歷史上曾制定“縣職員徽章”（日语：〔〕／ Ken Shokuin Kishō）並將其充當縣徽使用，分別是福島縣、島根縣、岡山縣、香川縣。
根據日本網站J Town Net於2019年7月發表的調查統計結果，最好看的都道府縣徽前3名分別為埼玉縣徽、京都府徽、愛媛縣徽，最難看的都道府縣徽前3名分別為東京都徽、大分縣徽、和歌山縣徽。

## 現行的都道府縣徽
| 都道府縣 | 都道府縣徽 | 都道府縣徽 | 啟用日期          | 設計者     | 構成與含義 | 备注 |
| 都道府縣 | 圖案       | 名稱       | 啟用日期          | 設計者     | 構成與含義 | 备注 |
| -------- | ---------- | ---------- | ----------------- | ---------- | --- | --- |
| 北海道   | 北海道徽   | 北海道徽   | 1967年5月1日      | 栗谷川健一 | 取材自北海道開拓使時代旗幟“北辰旗”並圖案化為七光星，象徵歷經嚴寒風雪的北海道先民的開拓者精神和北海道光輝遠大的前程。 | |
| 青森縣   | 青森縣徽   | 青森縣徽   | 1961年1月1日      | 待考       | 取材自青森縣地圖輪廓並圖案化，顏色為深綠色，象徵青森縣飛躍發展的希望和未來。 | |
| 岩手縣   | 岩手縣徽   | 岩手縣徽   | 1964年11月10日    | 待考       | 取材自岩手縣縣名漢字中的“岩”字並對稱化、圖案化，象徵岩手縣成為宜居之地的願望。 | |
| 宮城縣   | 宮城縣徽   | 宮城縣徽   | 1966年7月15日     | 待考       | 取材自宮城縣縣名平假名中的“”字和宮城縣花日本胡枝子並圖案化為三片樹葉，中間的樹葉象徵宮城縣的悠久歷史，左側的樹葉象徵宮城縣居民的通力合作，右側的樹葉象徵對鄉土的熱愛:1。 | |
| 秋田縣   | 秋田縣徽   | 秋田縣徽   | 1959年11月3日     | 潮美鶴     | 取材自秋田縣縣名片假名中的“”字并圖案化，象徵秋田縣飛躍發展的態勢。 | |
| 山形縣   | 山形縣徽   | 山形縣徽   | 1976年8月21日     | 東海林繁   | 取材自山形縣境內的數座名山（鳥海山、月山、羽黑山、湯殿山等）和重要河流最上川並圖案化為三個銳角三角形，象徵山形縣的山川、人文、歷史等鄉土民情與對山形縣蓬勃發展的祈盼。 | 1963年3月26日，該紋章圖形出現於山形縣旗上，但尚未被正式確定為縣徽。                                                                                       |
| 福島縣   | 福島縣徽   | 福島縣徽   | 1968年10月23日    | 待考       | 取材自福島縣縣名平假名中的“”字並圖案化，象徵福島縣居民的融合和團結以及福島縣穩步前行的態勢。 | |
| 茨城縣   | 茨城縣徽   | 茨城縣徽   | 1991年11月13日    | 永井一正   | 取材自茨城縣花玫瑰並圖案化為螺旋形圓標，顏色為玫瑰藍，象征茨城縣的“先進性”、“創造性”、“躍動”、“發展”以及茨城縣在新時代下面向未來的嶄新形象。 | 為第2代縣徽。 |
| 栃木縣   | 栃木縣徽   | 栃木縣徽   | 1962年12月1日     | 待考       | 取材自栃木縣縣名漢字中的“”字和“”字並圖案化，“”字經抽象化後構成縣徽的主要圖案，“”字的古代文字構成左上角的方形圖案，象徵栃木縣富有活力的向上性和躍動感。 | |
| 群馬縣   | 群馬縣紋章 | 群馬縣紋章 | 1926年10月1日     | 待考       | 取材自群馬縣縣名漢字中的“”字並圖案化，“”字周圍環繞著三個山形狀的紋樣，象徵群馬縣境內的“上毛三山”（赤城山、榛名山、妙義山）。 | 與群馬縣旗的圖案部分相同。 |
| 埼玉縣   | 埼玉縣徽   | 埼玉縣徽   | 1964年9月1日      | 待考       | 取材自埼玉縣縣名由來的“幸魂”及其對應的古代文物勾玉並圖案化，將16枚勾玉排列為圓標狀，象徵“太陽”、“發展”、“熱情”、“強大”等精神。 | |
| 千葉縣   | 千葉縣徽章 | 千葉縣徽章 | 1909年12月28日    | 待考       | 取材自千葉縣縣名片假名中的“”字和“”字並圖案化。 | |
| 東京都   | 東京都紋章 | 東京都紋章 | 1943年11月2日     | 渡邊洪基   | 取材自日本國名漢字中的“”字和“”字以及東京都都名漢字中的“”字和“”字並圖案化，紋章圖案形如向6個方向放射光芒的太陽，象徵東京都作為日本政治中心的地位以及對自身發展的期盼。 | 1889年12月，該徽章制定，當時該徽章名為“東京市徽章”。1943年11月8日，因應東京市與東京府一同改制為東京都，該徽章改為現名。另外，東京府一度制定過自己的府徽。 |
| 神奈川縣 | 神奈川縣徽 | 神奈川縣徽 | 1948年11月3日     | 待考       | 取材自神奈川縣縣名漢字中的“”字並對稱化、圖案化。 | |
| 新潟縣   | 新潟縣徽   | 新潟縣徽   | 1963年8月23日     | 待考       | 取材自新潟縣縣名漢字中的“”字以及縣名片假名中的“”字和“”字並圖案化，“”字置於上方正中，“”字和“”字抽象化為圓標並環繞在“”字兩旁，象徵融合、希望以及對新潟縣平穩順利發展的寄託。 | |
| 富山縣   | 富山縣徽   | 富山縣徽   | 1988年12月27日    | 待考       | 取材自富山縣的著名山峰立山和縣名平假名中的“”字並圖案化，象徵富山縣朝著高處不斷前進的藍圖。 | 為第2代縣徽，紋章圖案在第1代縣徽上微調。 |
| 福井縣   | 福井縣徽   | 福井縣徽   | 1952年3月28日     | 待考       | 取材自福井縣縣名片假名中的“”字、“”字和“”字並圖案化為圓標，縣徽形如兩片樹葉中長出新的樹葉，象徵對福井縣不斷發展的美好祝願。 | |
| 山梨縣   | 山梨縣徽   | 山梨縣徽   | 1966年10月1日     | 待考       | 取材自山梨縣縣名漢字中的“”字、縣邊境的富士山和武田家的家紋並圖案化，3個“”字組合成“”字紋樣，周圍飾以武田家菱形家紋圖樣並用抽象化的富士山圖樣點綴，象徵山梨縣美麗的鄉土與和諧合作的民風。                                                                                                | 與山梨縣旗的圖案部分相同。 |
| 長野縣   | 長野縣徽   | 長野縣徽   | 1966年12月26日    | 待考       | 取材自長野縣縣名片假名中的“”字並圖案化為圓標，“”字抽象化為雄健飛翔的鳥，又抽象化為山峰與其在湖水中倒影的景色，象徵長野縣的自然風光、居民的友好和團結，以及勇於克服一切困難、朝著未來奮勇發展的精神。                                                                                   | |
| 岐阜縣   | 岐阜縣徽章 | 岐阜縣徽章 | 1932年8月10日     | 待考       | 取材自岐阜縣縣名漢字中的“”字並圖案化，“”字外圍為空心圓圈，象徵和平與圓滿。 | |
| 靜岡縣   | 靜岡縣徽   | 靜岡縣徽   | 1968年8月6日      | 待考       | 取材自靜岡縣的地形和縣邊境的富士山並圖案化，象徵靜岡縣親切友好、富饒明亮、居住舒適、團結前進的環境。 | |
| 愛知縣   | 愛知縣徽   | 愛知縣徽   | 1950年8月15日:193 | 待考       | 取材自愛知縣縣名平假名中的“”字、“”字和“”字並圖案化為“旭日波頭”圖案，象徵愛知縣面向太平洋、面向海外的發展格局。 | |
| 三重縣   | 三重縣徽   | 三重縣徽   | 1964年4月20日     | 待考       | 取材自三重縣縣名平假名中的“”字並圖案化為指向右上角的箭頭圖樣，象徵三重縣世界聞名的珍珠養殖業和飛躍的發展態勢。 | 縣徽圖案曾於2001年1月30日微調。 |
| 滋賀縣   | 滋賀縣徽   | 滋賀縣徽   | 1957年5月3日      | 待考       | 取材自滋賀縣縣名片假名中的“”字和“”字並圖案化為圓標，圖案中央的圓形象徵滋賀縣內的知名湖泊琵琶湖，兩側的翅膀象徵滋賀縣和諧發展的態勢。 | |
| 京都府   | 京都府徽   | 京都府徽   | 1976年11月2日     | 待考       | 取材自京都府府名漢字中的“”字並圖案化，外圈為六葉形，象徵京都府鄉土的高雅氣息和居民的通力合作。 | |
| 大阪府   | 大阪府徽   | 大阪府徽   | 1968年6月21日     | 待考       | 取材自大阪府府名羅馬字中的“”字和戰國時代至安土桃山時代人物豐臣秀吉（豐太閣）的“千成瓢簞”紋章並圖案化，上方的三個圓象徵大阪府的希望（光明）、繁榮（富裕）、和諧（宜居），縣徽整體象徵大阪府居民聯合與團結的力量及其帶來的無限可能性。                                                   | |
| 兵庫縣   | 兵庫縣徽   | 兵庫縣徽章 | 1921年2月10日:212 | 置鹽章:212 | 取材自兵庫縣縣名漢字中的“”字並圖案化為方形印紋。 | 與兵庫縣旗的圖案完全相異。 |
| 奈良縣   | 奈良縣徽   | 奈良縣徽   | 1968年3月1日      | 待考       | 取材自奈良縣縣名片假名中的“”字並圖案化為圓標，圓標的外圓象徵“大和之自然”，內圓象徵以和為本的調和精神，貫穿兩圓的橫棒象徵奈良縣政府治理水平的不斷進步。 | |
| 和歌山縣 | 和歌山縣徽 | 和歌山縣徽 | 1969年4月26日     | 待考       | 取材自和歌山縣縣名片假名中的“”字並圖案化，象徵和歌山縣居民的和諧相處、“南國紀州”向著未來不斷發展以及有力而豁達的居民性格。 | |
| 鳥取縣   | 鳥取縣徽   | 鳥取縣徽   | 1968年10月23日    | 待考       | 取材自鳥取縣縣名平假名中的“”字並圖案化，“”字抽象化為飛翔的鳥兒，象徵鳥取縣自由、和平地朝著明天前進。 | |
| 島根縣   | 島根縣徽   | 島根縣徽   | 1968年11月8日     | 待考       | 取材自島根縣縣名片假名中的“”字並圖案化，4個“”字抽象化為圓標後由從中心放射出的線條組合為雲朵形圖案，象徵島根縣居民團結一心，和諧發展。 | |
| 岡山縣   | 岡山縣徽   | 岡山縣徽   | 1967年11月22日    | 伴介隆     | 取材自岡山縣縣名漢字中的“”字並圖案化為圓標，象徵岡山縣居民一致團結的精神以及向未來努力跨越發展的藍圖。 | 為第4代縣徽。 |
| 廣島縣   | 廣島縣徽   | 廣島縣徽   | 1968年7月16日     | 待考       | 取材自廣島縣縣名片假名中的“”字並圖案化為圓標，象徵廣島縣居民的和諧團結以及態勢的飛躍發展。 | |
| 山口縣   | 山口縣徽   | 山口縣徽   | 1962年9月3日      | 待考       | 取材自山口縣縣名漢字中的“”字和“”字並圖案化為振翅飛向太陽的鳥，象徵山口縣居民團結一心以及“雄縣山口”的願望。 | |
| 德島縣   | 德島縣徽   | 德島縣徽   | 1966年3月18日     | 待考       | 取材自德島縣縣名平假名中的“”字和“”字並圖案化為飛鳥，象徵德島縣融合、團結、雄健、飛躍、發展的態勢。 | |
| 香川縣   | 香川縣徽   | 香川縣徽   | 1977年10月1日     | 待考       | 取材自香川縣縣名片假名中的“”字和香川縣樹橄欖樹並圖案化，象徵香川縣富有特色的山體樣貌以及受惠於當地風土人情而持續和平地提高發展。 | |
| 愛媛縣   | 愛媛縣徽   | 愛媛縣徽   | 1989年11月1日     | 福田繁雄   | 取材自愛媛縣的自然地理環境並圖案化為多個月牙形紋樣的組合，左側的4個紅色月牙象徵愛媛縣無限的發展前景猶如太陽下成長的蜜柑，中間的1個綠色月牙象徵包括石鎚山在內的自然恩賜，右側的2個藍色月牙象徵瀨戶內海帶來的恩惠，整體象徵愛媛縣自然環境帶來的無限恩澤以及居民擁有的健康和光明未來:10。 | 為第3代縣徽，與愛媛縣旗的圖案完全相異。 |
| 高知縣   | 高知縣徽   | 高知縣徽   | 1953年4月15日     | 待考       | 取材自高知縣縣名片假名中的“”字與古代土佐國國名平假名「」中的“”字和“”字並圖案化為圓標，象徵高知縣和平、合作、向上發展的態勢。 | |
| 福岡縣   | 福岡縣徽   | 福岡縣徽   | 1966年5月10日     | 待考       | 取材自福岡縣花梅花並圖案化，象徵福岡縣態勢發展和居民融合。 | |
| 佐賀縣   | 佐賀縣紋章 | 佐賀縣紋章 | 1936年4月1日      | 待考       | 取材自佐賀縣縣名“”的同音字“”并圖案化為圓標，圓標由三個“”字組成，象徵佐賀縣居民協力合作，將一份力量匯聚為三份力量。 | 與佐賀縣旗的圖案完全相異。 |
| 長崎縣   | 長崎縣徽   | 長崎縣徽   | 1991年4月1日      | 第一工作室 | 取材自長崎縣縣名羅馬字中的“”字和象徵和平的鴿子並圖案化，中間形成一個地球形狀的圓，象徵長崎縣明亮的海洋和天空、面向國際的發展以及向未來有力前行的態勢。 | 為第2代縣徽。 |
| 熊本縣   | 熊本縣徽   | 熊本縣徽   | 1966年3月31日     | 木村義夫   | 取材自熊本縣縣名片假名中的“”字並圖案化，象徵九州地方的地圖輪廓，中間的空心圓形象徵位於九州地方中央位置的熊本縣。 | |
| 大分縣   | 大分縣徽章 | 大分縣徽章 | 1911年10月5日     | 待考       | 取材自大分縣縣名漢字中的“”字並圖案化為圓標，象徵大分縣居民間的友誼和態勢的發展。 | 與大分縣旗的圖案完全相異。 |
| 宮崎縣   | 宮崎縣徽   | 宮崎縣徽章 | 1912年1月14日     | 待考       | 取材自古代日向國國名漢字中的“”字和“”字並圖案化，“”字位於中心，並向三個方向放射出“”字紋樣，象徵宮崎縣不斷前行的態勢。 | 與宮崎縣旗的圖案完全相異。 |
| 鹿兒島縣 | 鹿兒島縣徽 | 鹿兒島縣徽 | 1967年3月10日:253 | 待考       | 取材自鹿兒島縣的地圖輪廓並圖案化，中央的紅色圓形圖案象徵鹿兒島縣內的火山島櫻島。 | |
| 沖繩縣   | 沖繩縣徽   | 沖繩縣徽   | 1972年5月15日     | 西澤弥一郎 | 取材自沖繩縣縣名羅馬字中的“”字並圖案化為圓標，圓標由大小不一的三個圓組成，最外側的紅色圓象徵包圍沖繩縣的海洋，中間的白色圓象徵沖繩縣居民群體，最內側的紅色圓象徵沖繩縣的發展，整體象徵沖繩縣“海洋”、“和平”、“發展”的特性。                                                             | |

### 與縣旗部分或完全相異的縣徽
| 都道府縣 | 都道府縣徽 | 都道府縣旗 | 說明 |
| -------- | ---------- | ---------- | --- |
| 群馬縣   | 群馬縣徽   | 群馬縣旗   | 群馬縣旗中的“”字紋樣取材自群馬縣徽，但周圍不飾以三個山形狀的紋樣，而飾以三個月牙形紋樣。儘管如此，群馬縣旗上的月牙形紋樣和群馬縣徽上的山形紋樣均象徵群馬縣境內的“上毛三山”。                                       |
| 山梨縣   | 山梨縣徽   | 山梨縣旗   | 山梨縣旗主要圖案和山梨縣徽的共同之處在於均有由三個“”字組成的“”字形紋樣，山梨縣徽在該紋樣外側飾以含有武田家菱形家紋和由富士山抽象而成的山形圖案共同組合而成的紋樣，山梨縣旗在該紋樣外飾以象徵富士山的白色梯形紋樣。 |
| 兵庫縣   | 兵庫縣徽   | 兵庫縣旗   | 兩者設計完全相異，兵庫縣徽自兵庫縣旗制定後較少使用，兵庫縣廳官方網站有對兵庫縣徽的介紹，但全國知事會網站沒有對兵庫縣徽的介紹。                                                                                     |
| 愛媛縣   | 愛媛縣徽   | 愛媛縣旗   | 兩者設計完全相異，現行的愛媛縣徽制定時間晚於愛媛縣旗，且愛媛縣徽在制定後較少使用，愛媛縣廳官方網站和全國知事會網站均沒有對愛媛縣徽的介紹。                                                                         |
| 佐賀縣   | 佐賀縣徽   | 佐賀縣旗   | 兩者設計完全相異。 |
| 大分縣   | 大分縣徽   | 大分縣旗   | 兩者設計完全相異。 |
| 宮崎縣   | 宫崎縣徽   | 宫崎縣旗   | 兩者設計完全相異，在縣旗制定期間，曾存在以縣徽作為縣旗主要圖案的設計，但未能最終入選。 |

## 現行的都道府縣徽以外標誌
| 都道府縣 | 都道府縣標誌 | 都道府縣標誌       | 啟用日期       | 設計者   | 構成與含義 | 备注 |
| 都道府縣 | 圖案         | 名稱               | 啟用日期       | 設計者   | 構成與含義 | 备注 |
| -------- | ------------ | ------------------ | -------------- | -------- | --- | --- |
| 福島縣   | 暫 缺        | 福島縣標誌         | 1991年         | 待考     | 取材自福島縣的自然地理環境並圖案化為四色標誌，藍色部分象徵福島縣的天空和海洋，綠色部分象徵福島縣的自然、水和花草，紅色部分象徵太陽，黃色部分象徵福島縣居民的歡笑與熱心，整體象徵福島縣的未來發展如花一般。                                                     | |
| 埼玉縣   | 暫 缺        | 彩之國活動標識     | 1993年11月14日 | 待考     | 取材自埼玉縣的愛稱“彩之國”並圖案化為三色小人，藍色小人象徵“夢想無限”，紅色小人象徵“精力充沛”，綠色小人象徵“自然豐富”，三色小人握手並肩，共同快樂前行。 | |
| 千葉縣   | 暫 缺        | 千葉縣標誌         | 2006年11月2日  | 仲條正義 | 取材自千葉縣縣名平假名中的“”字和“”字並圖案化，“”字和“”字由仲條正義親自書寫。 | 千葉縣官方宣稱該標誌是為了體現千葉縣的新形象和品牌魅力而作，但該標誌問世後遭到千葉縣居民的非議。也有人基於該標誌圖案設計字體。 |
| 東京都   | 東京都標誌   | 東京都標誌         | 1989年6月1日   | 待考     | 取材自東京都都名羅馬字中的“”字並圖案化為三道圓弧，顏色為綠色，象徵東京都今後的躍動、繁榮、滋潤和安寧。 | 該標誌形狀與銀杏葉類似，因此也常被稱為“銀杏標誌”（いちょうマーク），也有誤認為該標誌取材自東京都樹銀杏的樹葉的情況存在。                     |
| 新潟縣   | 新潟縣標誌   | 新潟縣標誌         | 1992年3月27日  | 待考     | 取材自新潟縣面向日本海的自然地理環境並圖案化為圓標，顏色為藍色，下半部分為抽象化的白浪，象徵新潟縣發展的獨創性、無限可能和面向世界的胸懷，以及美麗的文化和溫情的鄉土風貌。                                                                                     | |
| 石川縣   | 石川縣旗標章 | 石川縣旗標章       | 1974年10月1日  | 待考     | 取材自石川縣縣名漢字中的“”字和“”字以及石川縣的地形並圖案化。 | 石川縣未制定正式的縣徽，該標誌圖案充當縣徽使用。                                                                               |
| 山梨縣   | 暫 缺        | 山梨縣標誌         | 2021年11月20日 | 石原悠一 | 取材自山梨縣邊境的重要火山富士山並圖案化為四棱錐，四棱錐右側為藍色多邊形與四個綠色三角形，象徵藍天下的群山；左側為紫色與藍色不規則形狀，象徵流經山梨縣的清水以及山梨縣的名產葡萄，整體象徵山梨縣山清水秀的豐富自然環境。                                       | |
| 岐阜縣   | 岐阜縣標誌   | 岐阜縣標誌         | 1991年11月22日 | 待考     | 取材自岐阜縣縣名羅馬字中的“”字並圖案化，象徵岐阜縣的發展如同由點到線、由線到面一般越發開闊。 | |
| 滋賀縣   | 暫 缺        | 滋賀縣信息發佈標誌 | 不明           | 待考     | 取材自滋賀縣境內的重要湖泊琵琶湖並圖案化，圖案顏色為湖藍色，整體描繪琵琶湖輪廓，上方加入英語“”，象徵滋賀縣與其母親湖琵琶湖共生共存、共同發展。 | 該標誌別名“Mother Lake”，標誌圖案制定初期名為“滋賀縣標誌”（滋賀県シンボルマーク），後改為現名。                                                    |
| 島根縣   | 暫 缺        | 島根縣標誌         | 1990年         | 待考     | 取材自島根縣的自然地理環境並抽象化、圖案化，標誌圖案抽象地表現出太陽照耀島根縣土地的樣貌。 | |
| 佐賀縣   | 佐賀縣標誌   | 佐賀縣標誌         | 1992年6月1日   | 待考     | 取材自佐賀縣的自然地理環境並圖案化，中間的圓形圖案象徵佐賀縣的得天獨厚的資源和不斷發展的歷史，並且在此基礎上，體現出以人為本之下自然和文化交相輝映、和諧共生的景象，總體象徵佐賀縣居民以家鄉為舞台，同來自日本其他地方以及世界各地的人們進行交流與呼應的藍圖。 | |
| 鹿兒島縣 | 鹿兒島縣標誌 | 鹿兒島縣標誌       | 1994年3月      | 待考     | 取材自鹿兒島縣縣名羅馬字中的“”字以及鹿兒島縣的自然地理環境並圖案化，象徵鹿兒島縣面向大海、充滿風和波濤的自然景象。 | |

## 歷史上的都道府縣徽或其他標誌
| 都道府縣 | 都道府縣徽（標誌） | 都道府縣徽（標誌） | 啟用日期 停用日期                 | 設計者   | 構成與含義 | 备注                                            |
| 都道府縣 | 圖案               | 名稱               | 啟用日期 停用日期                 | 設計者   | 構成與含義 | 备注                                            |
| -------- | ------------------ | ------------------ | --------------------------------- | -------- | --- | ----------------------------------------------- |
| 福島縣   | 福島縣職員團徽     | 福島縣職員團徽     | 1956年 不明                       | 待考     | 取材自福島縣縣名漢字中的“”字並圖案化為圓標，中間嵌入“”字。                                                         | 在福島縣徽制定前代替福島縣徽使用。              |
| 茨城縣   | 茨城縣徽           | 茨城縣徽           | 1966年3月28日 1991年11月12日      | 西村四郎 | 取材自茨城縣縣名片假名中的“”字、“”字和“”字並圖案化為圓標。                                                         | 為第1代縣徽。                                   |
| 東京府   | 東京府徽           | 東京府紋章         | 1931年 1943年11月1日              | 待考     | 取材自東京府府名漢字中的“”字並圖案化，周圍飾以圓形外框，象徵東京府進入新時代的新鮮感。                             |                                                 |
| 富山縣   | 暫 缺              | 富山縣徽           | 1957年12月14日:462 1988年12月26日 | 待考     | 與現行的富山縣徽近乎相同。                                                                                         | 為第1代縣徽，1988年12月27日微調後成為現行縣徽。 |
| 島根縣   | 島根縣職員徽章     | 島根縣職員徽章     | 1952年4月8日:220 不明             | 待考     | 取材自島根縣縣名羅馬字中的“”字、“”字和“”字並圖案化為圓標，左上角飾以“”字:220。                                     | 在島根縣徽制定前代替島根縣徽使用。              |
| 岡山縣   | 暫 缺              | 岡山縣徽           | 1919年 1935年                     | 待考     | 取材自岡山縣縣名漢字中的“”字並圖案化為鈴鐺形。                                                                     | 為第1代縣徽。                                   |
| 岡山縣   | 暫 缺              | 岡山縣徽           | 1935年 1948年                     | 待考     | 與第1代岡山縣徽近乎相同，僅在外圍飾以一個有開口的圓形圖案。                                                        | 為第2代縣徽。                                   |
| 岡山縣   | 暫 缺              | 岡山縣徽           | 1948年 1956年                     | 待考     | 與第1代岡山縣徽近乎相同，僅在中間綴以“”字。                                                                        | 為第3代縣徽。                                   |
| 岡山縣   | 暫 缺              | 岡山縣職員徽       | 1956年 1967年11月21日             | 待考     | 取材自岡山縣縣名漢字中的“”字並圖案化，兩座半圓形的小丘中聳立一座高山，外圍飾以圓形。                               | 在此期間代替岡山縣徽使用。                      |
| 香川縣   | 香川縣職員徽章     | 香川縣職員徽章     | 1951年:228 不明                   | 待考     | 取材自香川縣縣名漢字中的“”字並圖案化為三重圓標，右上角配以“”字:228。                                               | 在香川縣徽制定前代替香川縣徽使用。              |
| 愛媛縣   | 愛媛縣徽           | 愛媛縣徽           | 1933年:484 不明                   | 待考     | 取材自愛媛縣縣名片假名中的“”字、“”字和“”字並經縱向排列後圖案化為圓標:484。                                         | 為第1代縣徽，最遲在1968年之前即已停用:233。     |
| 愛媛縣   | 愛媛縣徽           | 愛媛縣徽           | 1973年2月20日 1989年10月31日      | 末廣晃   | 取材自愛媛縣縣名平假名中的“”字並圖形化，下方曲線部分象徵愛媛縣居民對鄉土的熱愛，上方直線部分象徵愛媛縣的飛躍發展。 | 為第2代縣徽。                                   |
| 長崎縣   | 暫 缺              | 長崎縣徽           | 1925年 1991年8月29日              | 待考     | 取材自鶴的形態並圖案化，顏色為紅色和白色。                                                                         | 為第1代縣徽，别名“鶴型標記”（鶴のマーク）。               |

## 外部鏈接
- . 全國知事會.   [2023-01-25]. （原始内容存档于2021-01-21）.